# Dead Leaves
Dead Leaves (デッドリーブス, Deddo ribusu) és una pel·lícula de ciència-ficció animada japonesa estrenada en 2004, basada en un manga escrit i il·lustrat per Imai Toonz, produït per Manga Entertainment i Production I.G i el primer treball com a director de Hiroyuki Imaishi. Va ser distribuït en el Japó per Shochiku. La pel·lícula es destaca pel seu ritme ràpid i el seu estil visual enèrgic.

## Argument
Retro i Pandy, dos insòlits renegats, es desperten nus a la Terra sense cap record del seu passat, però amb habilitats físiques superiors. Després d'embarcar-se en una breu però devastadora ona de crims per menjar, roba i transport al centre de Tòquio, són capturats per les autoritats i enviats a la infame presó anomenada Dead Leaves, a la Lluna mig destruïda.
Una vegada empresonats, Retro i Pandy són sotmesos a les activitats que es desenvolupen dins del recinte penitenciari, com a treballs forçats, camises de força i defecació obligatòria. Durant un d'aquests moments, Retro coneix a Dick Drill, un pres amb un trepant per al penis. 666 i 777, els guàrdies de la presó amb superpoders, demostren el seu poder quan 777 colpeja a un pres a la cara, matant-lo juntament amb tots els altres darrere d'ell.
De tornada a la seva cel·la, Retro i Pandy organitzen una fugida massiva de la presó i descobreixen el treball secret que es duu a terme a les instal·lacions. En el transcurs de la pel·lícula, es descobreix que Pandy i Retro eren espies que treballaven en les instal·lacions i el alcaide embogit està tractant de venjar-se de Pandy recreant un conte de fades trastornat que recorda de la seva infància.
Al final, Pandy té al fill de Retro, que surt amb metralladores bessones i mata l’alcaide. Una eruga gegant (part del conte de fades dement) comença a consumir l'estació fins que el bebè mutant se sacrifica perquè els seus dos pares puguin viure. La pel·lícula acaba amb Pandy i Retro xocant enmig de la metròpolis distòpica de la Terra en la seva càpsula de fugida, aixafant a un espectador prèviament victimitzat i presumiblement reiniciant els esdeveniments des del començament de la pel·lícula.

## Personatges

### Personatges principals
Retro (レトロ, Retoro)
Veu: Kappei Yamaguchi  (japonès)
Retro no té cap record real de la seva vida anterior, però no sembla importar-li molt. Està convençut que era un membre de la banda Yakuza o un assassí a sou ninja, degut en gran manera a les seves considerables habilitats marcials i la seva habilitat innata per a causar estralls amb tota mena d'armes. A causa del seu comportament similar al de Yakuza, Retro és molt impulsiu i violent, la qual cosa generalment fa que matin als qui l'envolten. Retro té una televisió per cap; la seva aparença humana original es mostra només en els flashbacks de Pandy, amb una mata de cabell que cobreix els seus ulls, similar a Shermie.
Pandy (パンディー, Pandī)
Veu: Takako Honda  (japonès)
L'heroïna, Pandy (dita així per la seva marca mutada semblant a un panda), sembla tenir una connexió especial amb el governador de la presó, Galactica. Encara que ignora el seu passat, alguna cosa en el seu ull mutat fa que experimenti estranys flashbacks i episodis precognitius estranys i debilitants. És molt fort en el combat cos a cos i excel·lent en l'ús d'armes de foc. Encara que sovint es molesta per les pallassades de Retro, ella demostra que es preocupa per ell, com quan va atacar amb ràbia a Galactica per arrencar-li el cap a Retro.
Descendent
El resultat de Retro i Pandy tenint relacions sexuals a la presó, el seu fill neix prop del final de la història. Sent fill de Pandy, ell també té un grup de gens mutants que li atorga poders extraordinaris i fa que els seus ulls siguin de diferents colors, com els d'ella. Encara que només està viu per uns minuts i ja ha envellit de bebè a ancià, demostra que es preocupa pels seus pares sacrificant-se per a salvar les seves vides. La primera i única paraula que diu és "papà", que diu quan tira un últim cop d'ull a Retro.

### Treballadors de la presó
Galactica (ギャラクティカ, Gyarakutika)
Veu: Yuko Mizutani  (japonès)
El misteriós i tirànic guardià de la presó de Dead Leaves. Galactica està a càrrec dels experiments de clonació e enginyeria genètica que han creat una profana col·lecció de presos deformats i infinitament prescindibles. Alguna cosa així com un cíborg, Galactica té un arsenal d'armes i dispositius sinistres a la seva disposició integrats en el seu cos. En realitat, no fa molt per si mateix, excepte incitar a Pandy i finalment tenir èxit quan decapita a Retro (que sobreviu malgrat la falta d'un cos, un tret compartit per 666 i 777).
666 (スリーシックス, Surīshikkusu)
Veu: Mitsuo Iwata  (japonès)
Producte dels experiments d'armes biològiques de Dead Leaves, 666 (tres-sis, o "Triple Six" en el doblatge en anglès) és un personatge alt i prim que es mou a gran velocitat quan s'enfronta a un desafiament. Les seves armes principals són dues espases llargues unides als seus braços.
777 (スリーセブン, Surīsebun)
Veu: Kiyoyuki Yanada  (japonès)
777 (tres-set, o conegut com a "Triple Set" en el doblatge en anglès) també és un producte dels experiments de Dead Leaves i la contrapart voluminosa i poderosa del 666. Diu una oració ràpida abans d'anar a la batalla, alguna cosa que 666 ho adverteix. per a dir que és una mica tard per a això. Tendeix a preferir la seva força bruta i una àmplia varietat d'armes que té a la seva disposició dins del seu cos.

### Presos
Dick Drill (ちんこドリル, Chinko Doriru)
Veu: Nobuo Tobita  (japonès)
Un personatge fàcilment identificable amb un trepant per al seu penis, similar al personatge principal de la pel·lícula Tetsuo: The Iron Man. És un dels seguidors més servicials i lleials recollits per Retro i Pandy durant el seu intent de fugida, i sembla sentir-se atret sexualment per Retro. Més tard assassinat brutalment per 777 mentre intentava defensar a Retro d'ell.
Quack (ヤブ医者, Yabu-isha)
Veu: Wataru Takagi  (japonès)
Un reclús curiosament coneixedor dels assumptes penitenciaris. Ell també ajuda en la fugida de la presó. Solia ser metge, però ho van enviar a Dead Leaves quan un dels seus pacients va morir. Després és tallat en pasta per 666.
Sergeant (軍曹, Gunsō)
Veu: Masami Iwasaki  (japonès)
Apareix més endavant en la pel·lícula i presa el comandament del tanc robat de l'Armeria. Sembla ser una espècie de líder mentre els altres presoners intenten venjar la seva mort.

## Estrena
El 17 de gener de 2004 va ser estrenada al Japó, 24 de juliol estrenada en DVD i el 28 de setembre del mateix any als Estats Units i el Canadà en format DVD. Fou distribuït en DVD a Espanya per Selecta Visión. Estrenada en televisió a la secció Ani-Monday de la cadena televisiva dels Estats Units Syfy el 21 de gener de 2008.